# Mechtshausen
Mechtshausen ist eine Ortschaft, die zur Stadt Seesen am Harz gehört. Sie liegt am Ostrand des Hebers. Am 1. März 1974 wurde Mechtshausen in die Stadt Seesen eingegliedert.

## Wilhelm Busch in Mechtshausen
Der Ort ist bekannt durch Wilhelm Busch, der hier seinen Lebensabend bei einem Neffen im damaligen Pfarrhaus verbrachte und nach seinem Tod 1908 seine letzte Ruhestätte auf dem Friedhof des Dorfes fand. Noch heute ist der Ort von Busch geprägt. Im alten Pfarrhaus wurde ihm zu Ehren ein Museum eingerichtet, in dem neben seinen Werken seine Wohn- und Arbeitsräume zu besichtigen sind. Vor der Kirche steht eine Max-und-Moritz-Statue und auf dem Friedhof befindet sich die Grabstätte Buschs. Auch in Seesen stößt man auf die Spuren des Dichters. Dort steht in der Innenstadt ein lebensgroßes bronzenes Standbild von Wilhelm Busch und eine Skulptur, die Max und Moritz abbildet, befindet sich vor dem Rathaus.

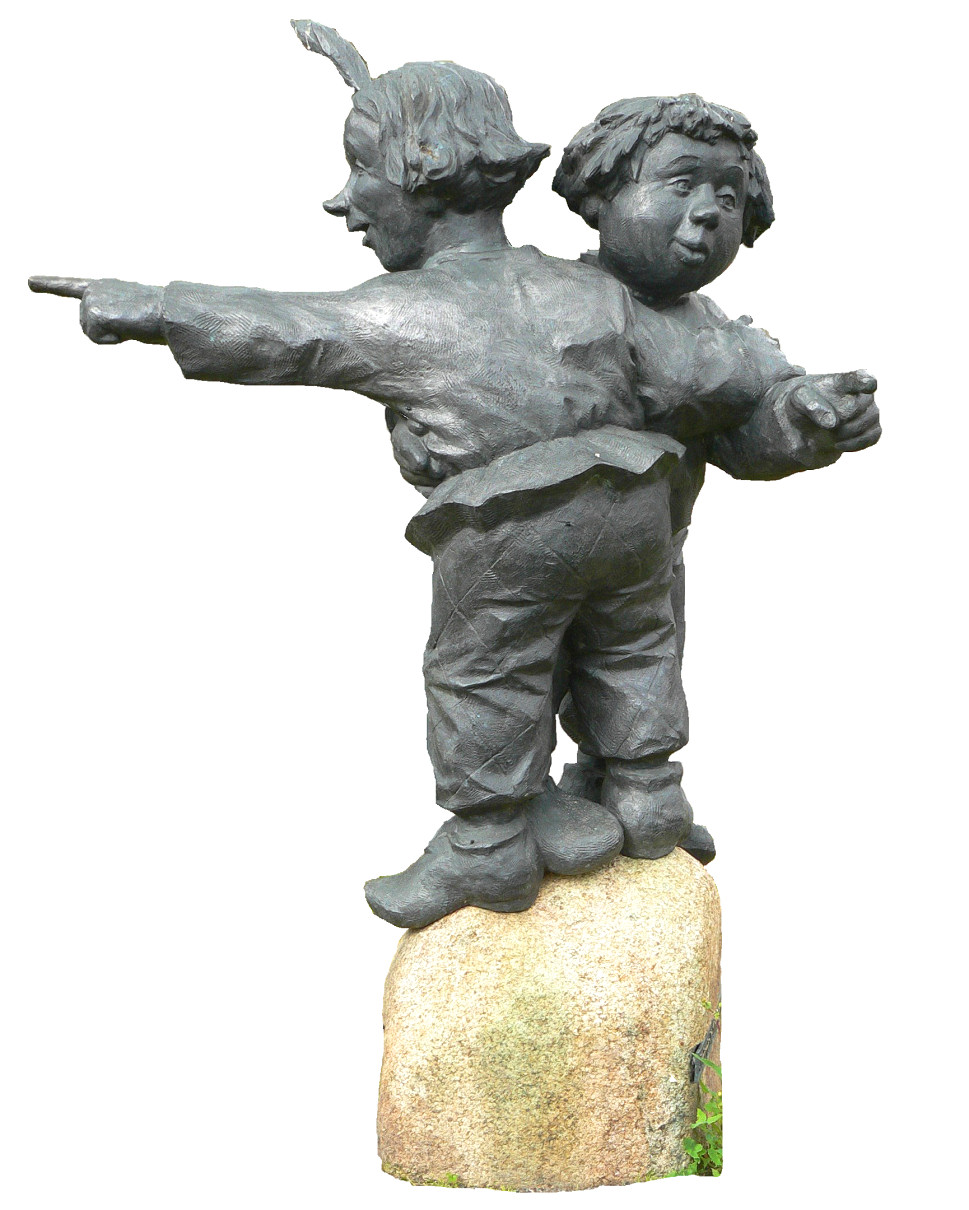
Max-und-Moritz-Plastik
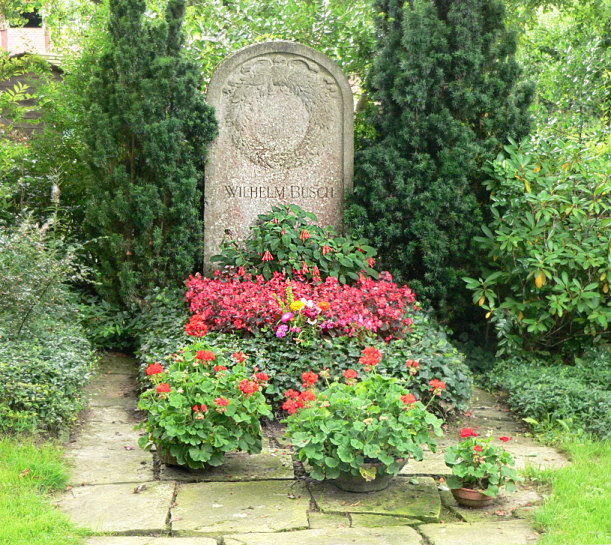
Grab von Wilhelm Busch
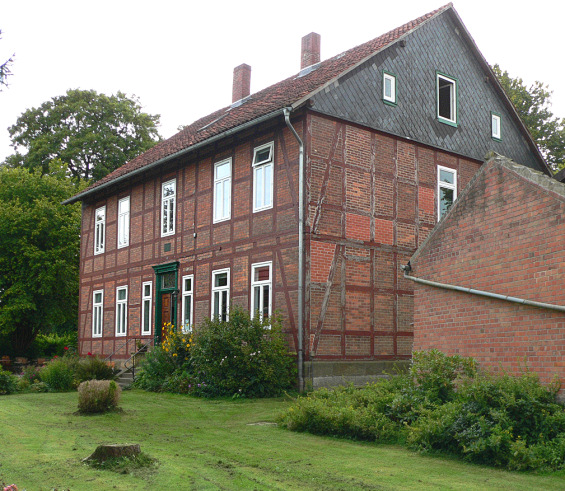
Museum Wilhelm-Busch-Haus

## Politik

### Ortsrat
Der Ortsrat, der Mechtshausen vertritt, setzt sich aus sieben Mitgliedern zusammen. Die Ratsmitglieder werden durch eine Kommunalwahl für jeweils fünf Jahre gewählt.
Bei der Kommunalwahl 2021 ergab sich folgende Sitzverteilung:
| Ortsrat 2021Insgesamt 7 Sitze - SPD: 4 - CDU: 3 |

Ergebnisse früherer Wahlen zum Ortsrat
Bei der Kommunalwahl am 11. September 2016 erreichten die SPD ebenfalls vier und die CDU drei Sitze. Gegenüber der Wahl fünf Jahre vorher, im Jahr 2011, hatte die CDU einen Sitz verloren und die SPD einen Sitz hinzugewonnen.

### Wappen
Wappenbeschreibung: In Rot ein goldener Hahn mit dem rechten Bein eine goldene brennende Kerze haltend.